# Achaghi Chabalid
Achaghi Chabalid est un village de la région de Şəki en Azerbaïdjan.

## Géographie
Le village d'Achaghi Chabalid de la région de Şəki est situé dans la circonscription administrative du village d'Intché.

## Économie
La principale occupation de la population du village est l'agriculture, la culture du tabac et l'élevage.

## Population
Selon les statistiques de 2009, la population du village est de 678 personnes.

## Culture
Il y a une bibliothèque, un centre médical et un centre culturel dans le village d'Achaghi Chabalid.